# Diogo Costa Amarante
Diogo Costa Amarante (Oliveira de Azeméis, 12 de Março de 1982) é um realizador de cinema português.

## Percurso Académico
Licenciado em Direito pela Universidade de Coimbra, onde estudou entre 2000 e 2005. Mestrado em Cinema Documental e pós-graduação em Cinematografia, pela Escola Superior de Cinema e Audiovisuals de Catalunha, Barcelona, concluído em 2010. Aluno da New York University em Cinematografia e Produção Cinematográfica de 2012 a 2016.

## Filmografia

### Curtas-metragens
- 2007 - Jumate
- 2008 - Em Janeiro, Talvez
- 2011 - Down Here
- 2014 - As Rosas Brancas
- 2017 - Cidade Pequena
- 2019 - Luz de Presença

## Prémios
Vencedor do Urso de Ouro para curta-metragem no festival de Berlim com Cidade Pequena em 2017.
As Rosas Brancas, selecionado para a competição oficial de curtas-metragens do Festival de Cinema de Berlim, foi distinguida com o Prix Européen do Conseil Régional de Bretagne, no Festival Europeu de Curtas Metragens de Brest; e com o Prémio dos Cineclubes no Festival Lusobrasileiro de Santa Maria da Feira.
A curta-metragem Down Here foi premiada Melhor Curta Metragem no Barcelona GL International Film Festival, Espanha; Melhor Curta Metragem Internacional no Mix Brasil - Festival da Diversidade Cultural; Prémio Orgulho em Palermo do Sicilia International Queer Film Fest, Itália, em 2012; e obteve uma Menção especial do Júri no Torino LGBT International Film Festival, Itália, também em 2012.
Em Janeiro, Talvez foi distinguido com o prémio para Melhor Documentário Nacional na DocumentaMadrid 09, Espanha; Obteve também uma Menção especial do Júri no Salina Doc Fest, Itália.
Jumate foi vencedor do prémio para Melhor Documentário Nacional no DocumentaMadrid 08, Espanha; Do Golden Egg no Festival Internacional de Reiquejavique; do prémio para Melhor Filme no Festival Internacional de Adana na Turquia.